# Hans Bernd von Haeften
Hans Bernd August Gustav von Haeften (Berlín, 18 de diciembre de 1905 - 15 de agosto de 1944) fue un jurista alemán, miembro de la Resistencia contra Adolf Hitler.
Hijo de Agnes (von Brauchitsch, pariente de Walther von Brauchitsch) y del oficial Hans von Haeften, sus hermanos fueron Elisabeth y Werner von Haeften (1908-1944). Estudió leyes en la Universidad de Oxford y, en 1933, entró en el servicio diplomático y fue agregado cultural en Copenhague, Viena y Bucarest.
Haeften rehusó hacerse miembro del Partido nazi por pertenecer a la Iglesia Confesante. Tuvo contactos con el Círculo de Kreisau, a través de Ulrich von Hassell y Adam von Trott zu Solz.
Apoyó el golpe contra Hitler; pero no su asesinato por motivos religiosos y morales. En 1944 impidió que su hermano Werner von Haeften le disparara a Hitler con la excusa de que atentaría contra el quinto mandamiento
Haeften fue arrestado el 23 de julio de 1944, tres días después del atentado en el Wolfsschanze de Prusia. El 15 de agosto fue llevado ante el Tribunal del Pueblo —Volksgerichtshof— donde fue presentado como "enviado del diablo" por el infame juez Roland Freisler, quien lo sentenció a ser ahorcado en Plötzensee.